# José Eugenio Tello
José Eugenio Tello (San Salvador de Jujuy, 14 de noviembre de 1849 - Buenos Aires, 30 de noviembre de 1924) fue un político argentino que gobernó sucesivamente las provincias de Jujuy, Chubut y Río Negro, reconociéndosele además la fundación de la ciudad de San Pedro de Jujuy y la fundación oficial de La Quiaca en 1883, mientras era gobernador de esa provincia.

## Resumen biográfico
José Eugenio Tello nació en San Salvador de Jujuy, Argentina, el 14 de noviembre de 1849, hijo de José Tello, comerciante español nacido en Zamora, y Josefa Norberta Zalazar, argentina.
En 1875 es elegido representante a la Legislatura de Jujuy por el departamento Ledesma. En 1883 siendo Presidente de la Legislatura, quedó a cargo del poder ejecutivo. La Ley 732 de 1862 prohibía el ejercicio de la función ejecutiva a las personas de etnia afroamericana. Tello solicitó un fallo de excepción a la Corte Suprema de Leyes y pudo ser elegido gobernador de la provincia al año siguiente. Durante su gobierno se produjo un entredicho con el Obispo Rizo, de Salta, que se negaba a acatar la ley nacional de educación común, ocurrieron desórdenes por motivos religiosos.
Entre 1886 a 1895 ejerció como senador nacional por la provincia de Jujuy. En 1895 fue designado gobernador del Territorio Nacional del Chubut, sucediendo al primer gobernador, Luis Jorge Fontana, funciones que cumplió hasta 1898. Durante su periodo al frente del Territorio chubutnse en 1897 acudió al valle del Genoa con el objetivo de disolver un intento de rebelión comandada por el cacique Salpul, tras ello llevó a cabo una campaña contra las tribus de Sayhueque, Inacayal y Foyel diezmando su población. La campañas encabezadas por Tello finalizó con el sometimiento y/o expulsión de los pueblos aborígenes, los pocos sobrevivientes fueron vendidos como mano de obra esclava a Carmen de Patagones y de ahí a Buenos Aires, previa escala en Bahía Blanca, donde fueron forzados a convertirse al cristianismo.
En 1898 fue designado gobernador del Territorio Nacional de Río Negro. En 1899, la ciudad de Viedma, capital del territorio rionegrino, sufrió una inundación. Dejó su cargo al frente de la gobernación rionegrina en 1905. 
Falleció en 1924 en la ciudad de Buenos Aires, donde vivió sus últimos años. Sus restos descansan desde 1983 en San Pedro de Jujuy.